# Comuna de Siemiatycze
Siemiatycze (polaco: Gmina Siemiatycze) é uma gminy (comuna) na Polónia, na voivodia de Podláquia e no condado de Siemiatycze. A sede do condado é a cidade de Siemiatycze.
De acordo com os censos de 2004, a comuna tem 6546 habitantes, com uma densidade 28,8 hab/km².

## Área
Estende-se por uma área de 227,14 km², incluindo:
- área agricola: 71%
- área florestal: 22%

## Demografia
Dados de 30 de Junho 2004:
|                      | Total   | Total | Mulheres | Mulheres | Homens  | Homens |
| -------------------- | ------- | ----- | -------- | -------- | ------- | ------ |
|                      | pessoas | %     | pessoas  | %        | pessoas | %      |
| População            | 6546    | 100   | 3259     | 49,8     | 3287    | 50,2   |
| Densidade (pop./km²) | 28,8    | 100   | 14,3     | 14,3     | 14,5    | 14,5   |

De acordo com dados de 2002, o rendimento médio per capita ascendia a 1205,35 zł.

## Comunas vizinhas
- Drohiczyn, Dziadkowice, Grodzisk, Mielnik, Nurzec-Stacja, Platerów, Sarnaki, Siemiatycze